# Michael Bang Petersen
Michael Bang Petersen (* 5. Januar 1980 in Kolding) ist ein dänischer Politikwissenschaftler.

## Leben
Er erwarb in Aarhus den Cand. scient. pol. 2004 und 2007 den Doktorgrad. Seit 2016 ist er Professor am Institut für Politik der Universität Aarhus.
Seine Forschung liegt im Bereich der Politischen Psychologie. Er verwendet Theorien und Methoden von Kognitionspsychologie, Evolutionspsychologie und Neurowissenschaften, um Probleme in der 
Politikwissenschaft zu lösen. Themen sind unter anderem politische Kommunikation, Social Media, Strafjustiz, soziale Wohlfahrt, Einstellungen zur Einwanderung, politische Parteien und Moral.
2022 wurde er zum Mitglied der Academia Europaea gewählt.

## Schriften (Auswahl)
- Straf eller rehabilitering? Et studie i evolutionspsykologi, følelser og politisk holdningsdannelse. Århus 2007, ISBN 978-87-7335-111-6.
- Missiles for the fatherland. Peenemünde, national socialism, and the V-2 missile. Cambridge 2009, ISBN 0-521-88270-2.